# Kislikavec
Kislikavec (znanstveno ime Oxydendrum arboreum) je edini predstavnik rodu Oxydendrum. Gre za manjše listopadno drevo ali večji grm, katerega domovina so vzhodne ZDA, kjer je samonikel od južne Pensilvanije do severozahodne Floride ter jugozahodnega Illinoisa. Najpogostejši je v Apalačih. Pogosto se pojavlja v hrastovih sestojih.

## Opis
V višino doseže med 10 in 20, izjemoma do 30 m in ima premer debla do 50, izjemoma do 60 cm. Listi so dolgi med 8 in 20 cm ter široki med 4 in 9 cm in imajo nazobčan rob. Poleti so temno zelene barve, v jeseni pa se obarvajo živo rdeče. Cvetovi so bele barve in imajo obliko zvončkov. Dolgi so med 6 in 9 mm, zbrani pa so v metlasta socvetja, ki v dolžino merijo med 15 in 25 cm. Drevo ima plitve korenine in potrebuje za rast kislo zemljo. 
Zaradi prijetnega videza in dobrega medenja je kislikavec priljubljen med čebelarji. To je eden od razlogov, da so kislikavec zanesli v Evropo, kjer je ponekod postal invaziven.